# Gehyra pamela
Gehyra pamela là một loài thằn lằn trong họ Gekkonidae. Loài này được King mô tả khoa học đầu tiên năm 1982.